# Two Guns
Two Guns é uma cidade-fantasma no Condado de Coconino, Arizona, Estados Unidos. Localizada na orla leste do Cânion do Diabo, a cerca de 48 km (30 milhas) a leste de Flagstaff, Two Guns prosperou como uma paragem turística ao longo da Rota 66.

## História

### Início
Os artefatos nativos encontrados em Two Guns foram datados entre 1050 e 1600.
Quando os colonos brancos começaram a povoar a área em meados do século XIX, Two Guns foi reconhecido como um local ideal para atravessar o Cânion do Diabo, primeiro de carroça, depois de veículo .
Two Gunss foi o local de um assassinato em massa de Apaches pelos seus inimigos Navajo em 1878. Alguns Apaches tinham-se escondido numa caverna em Two Guns para evitar serem detectados, mas foram descobertos pelos Navajos, que acenderam fogos de sagebrush à saída da caverna e dispararam sobre quaisquer Apaches que tentassem escapar. O fogo asfixiou 42 Apaches, depois dos quais foram despojados dos seus objectos de valor. O local do crime é referido como a "caverna da morte" (no entanto, esta história tem sido contestada).
Durante o Inverno de 1879-80, Billy the Kid e o seu bando de fora-da-lei esconderam-se nas ruínas de uma casa de pedra e de um curral na orla oeste do Cânion do Diabo, em frente a Two Guns .

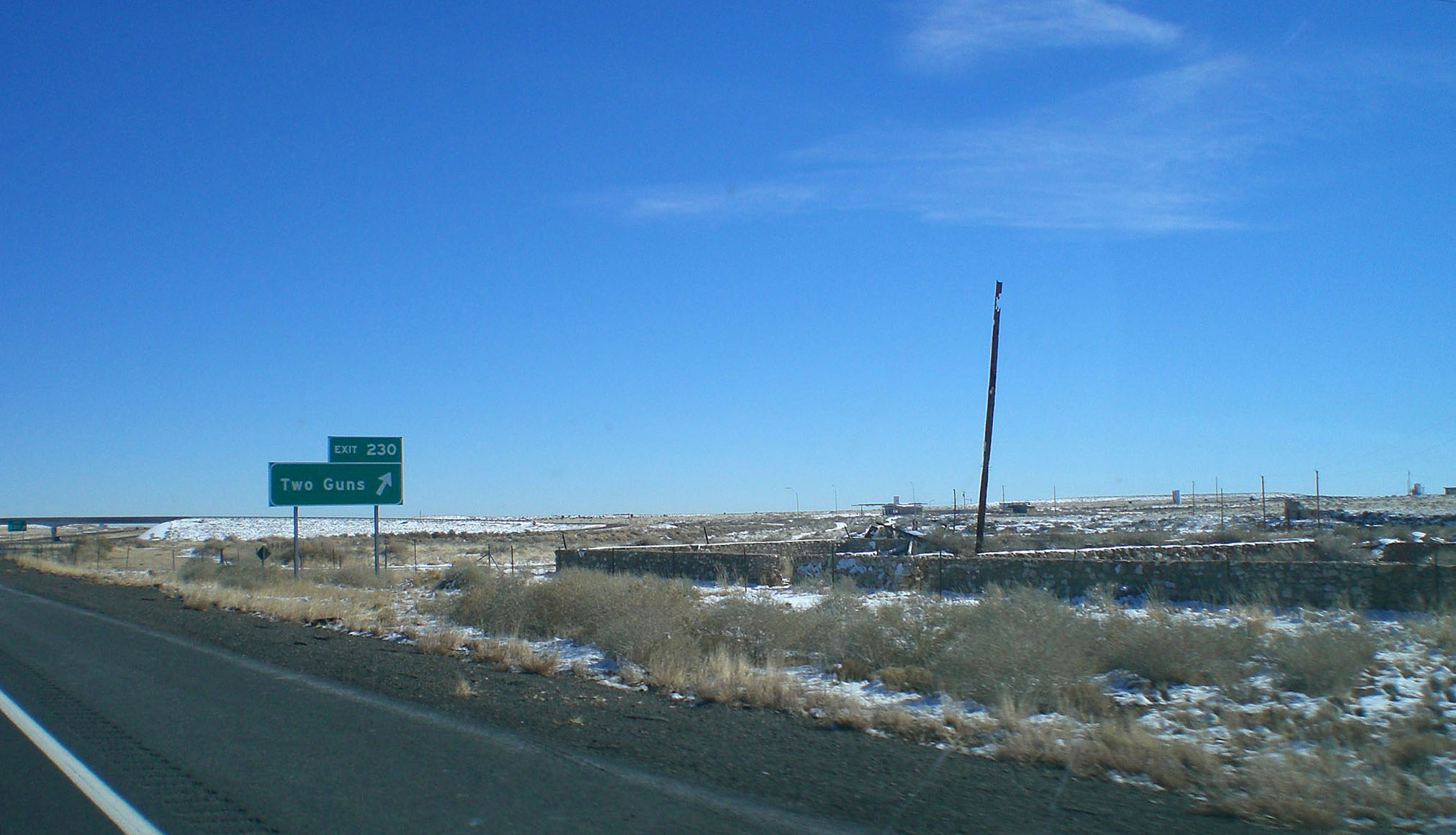
Placa indicando a direção para Two Guns na Interstate 40

Em 1880, muito antes de Two Guns ser estabelecido como povoado, a construção da linha férrea de Santa Fe estava a progredir através do norte do Arizona. No local onde a linha ferroviária atravessou o Cânion do Diabo, cerca de 3 milhas (4,8 km) a norte de Two Guns, a construção foi atrasada enquanto um cavalete era construído. Foi estabelecida uma povoação povoada por equipas de trabalho masculinas perto do local de construção, que recebeu o nome de Cânion do Diabo, em homenagem ao cânion vizinho. O povoado "rapidamente se tornou um lugar selvagem e sem lei, à medida que os vagabundos, jogadores e foras-da-lei se dirigiam para a cidade". Quatro homens empregados pelo Rancho Hashknife roubaram o comboio no Cânion do Diabo em 1889, depois fugiram a cavalo com $100.000 em moeda, 2.500 novos dólares de prata, e $40.000 em moedas de ouro, bem como relógios de prata, jóias, e diamantes. Um grupo liderado pelo xerife Buckey O'Neill perseguiu os bandidos, mas recuperou menos de $100 quando os homens foram capturados. Anos mais tarde, após a libertação da prisão, um dos ladrões revelou que os bens roubados, juntamente com as suas espingardas, tinham sido enterrados na jante do desfiladeiro, perto de Two Guns. O local permanece popular entre os caçadores de tesouros.
A National Old Trails Highway (chamada "Estrada de Santa Fé" no Arizona) foi construída em 1907 no Arizona, e seguiu vagamente a via férrea. A estrada atravessou o leito seco do Cânion do Diabo no local Two Guns, e fez zigue-zague para cima e para baixo em cada aterro. Em 1915, a Ponte do Cânion do Diabo abriu na travessia do Two Guns, e foi utilizada até 1938, quando uma nova ponte foi construída nas proximidades.

### Povoamento e auge
O primeiro colonizador em Two Guns foi Ed Randolph, que construiu uma loja ao lado da caverna da morte .

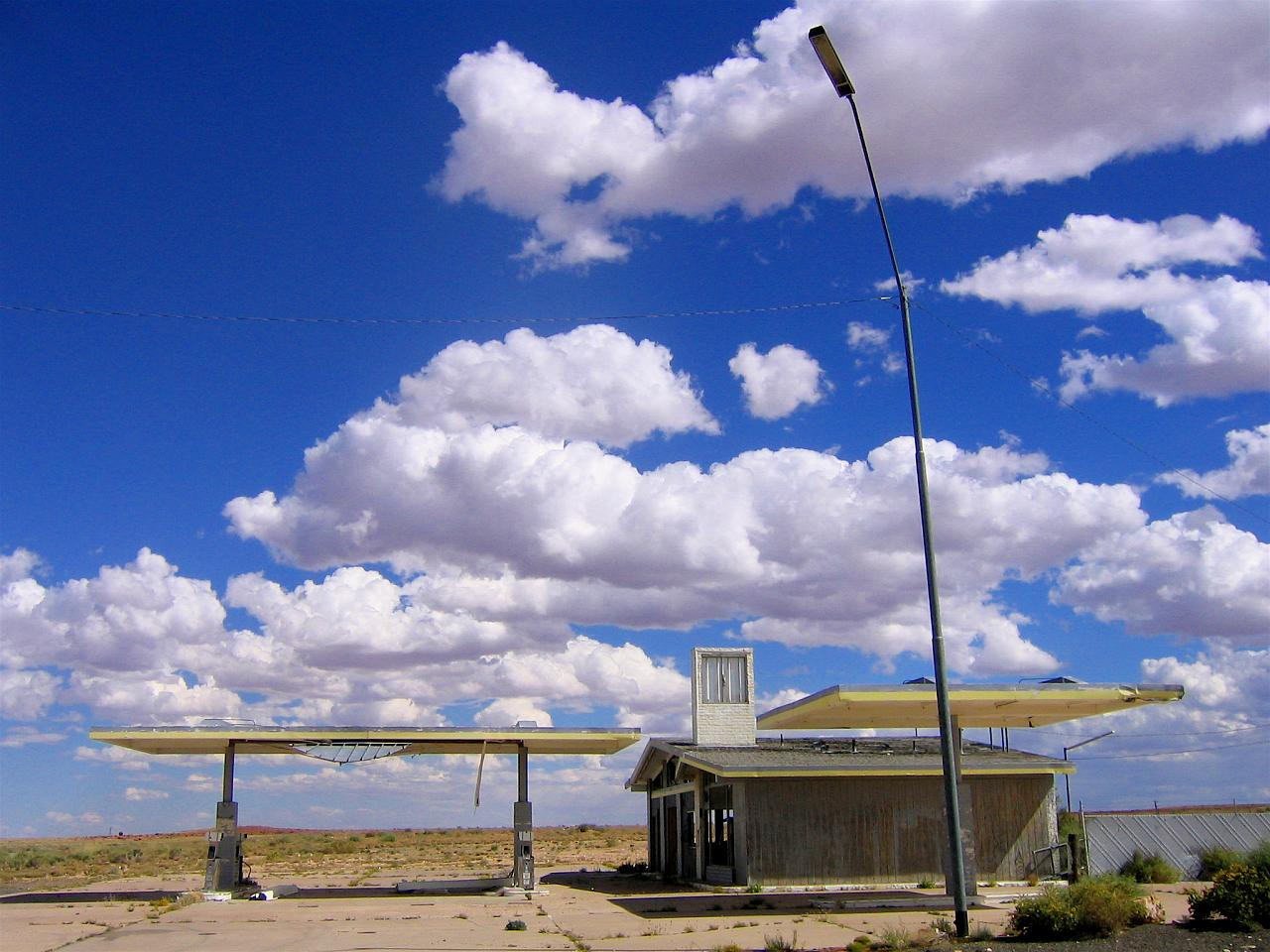
Posto de gasolina abandonado

Em 1922, Earle e Louise Cundiff compraram 320 acres (130 ha) de terra a Randolph neste local por $1,000, e construíram uma loja, restaurante e bombas de gasolina.

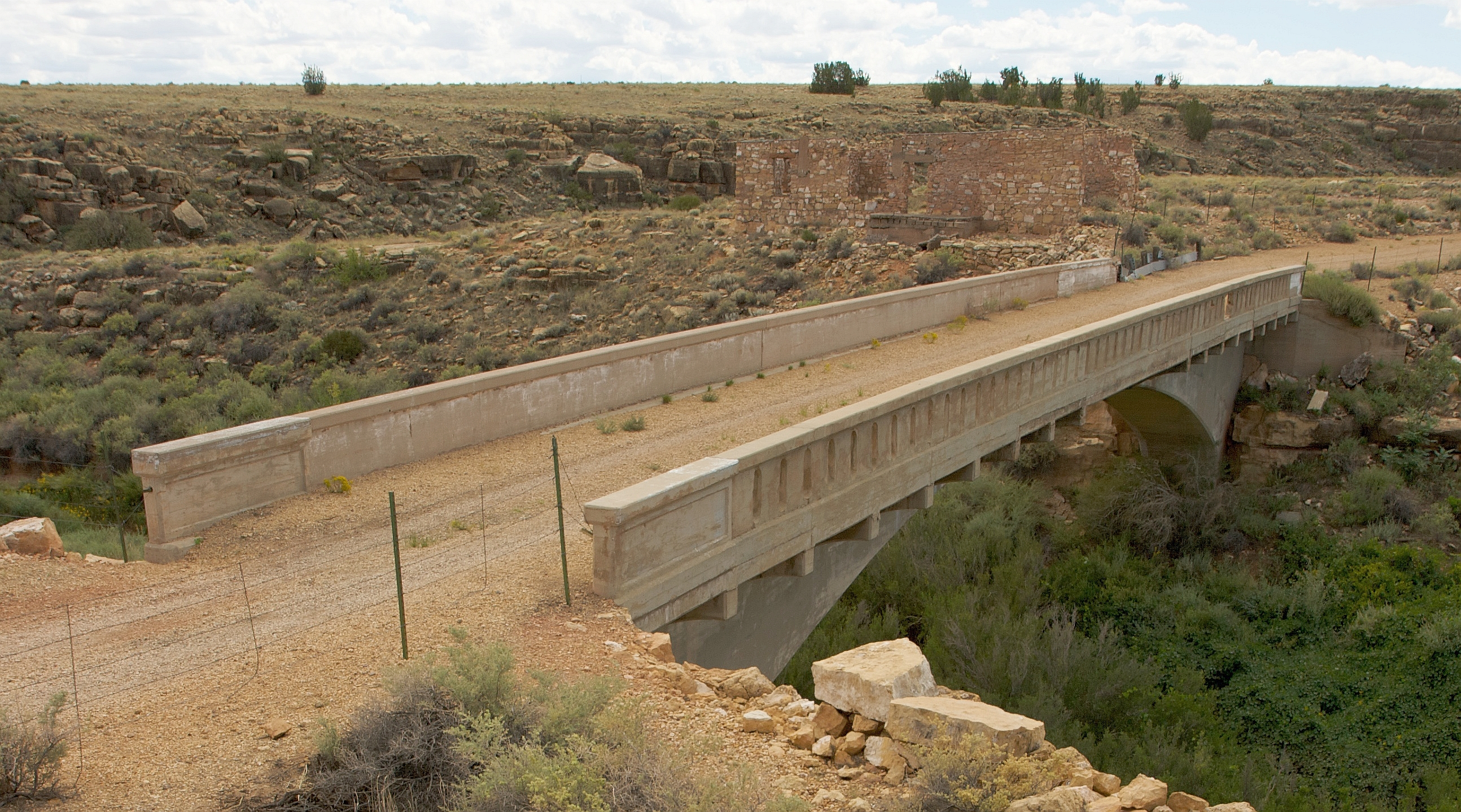
A Ponte do Cânion do Diabo, uma das principais referências da antiga cidade

Harry E. Miller arrendou uma propriedade aos Cundiffs em 1925 e iniciou uma construção extensiva. Chamando-se a si próprio "Chefe Trovão Louco", Miller quis capitalizar a beleza do Cânion do Diabo e o fluxo de turistas de passagem. Ao longo da orla do canyon, Miller ergueu um jardim zoológico com gaiolas feitas de tijolo, argamassa, e arame de galinha; os seus animais do jardim zoológico incluíam leões da montanha, pumas, monstros Gila, cobras de coral, pássaros, e um lince.  Um restaurante e uma loja de presentes indiana foram abertos, e Miller limpou a caverna da morte, vendendo quaisquer crânios Apache encontrados no interior como lembranças. Por uma taxa, os visitantes foram conduzidos num passeio que começou numa casa Hopi que Miller construiu, onde rolos de pão piki colorido foram feitos e vendidos. Os turistas seguiram então um caminho pavimentado pela lateral do desfiladeiro até uma barraca de refrigerantes no fundo. Em seguida, foi feito um passeio pela caverna da morte, onde Miller tinha instalado luzes eléctricas, e ruínas falsas de moradores de penhascos. Sinais flamboyant foram colocados ao longo da auto-estrada, e Miller nomeou o seu estabelecimento "Fort Two Guns" como uma homenagem ao ator de cinema mudo William S. "Two Guns" Hart, com quem Miller afirmou ter trabalhado anteriormente Os Cundiffs candidataram-se a um posto de correios com o nome "Two Guns" em 1924, mas este foi recusado. A estação dos correios passou a chamar-se "Canyon Lodge".

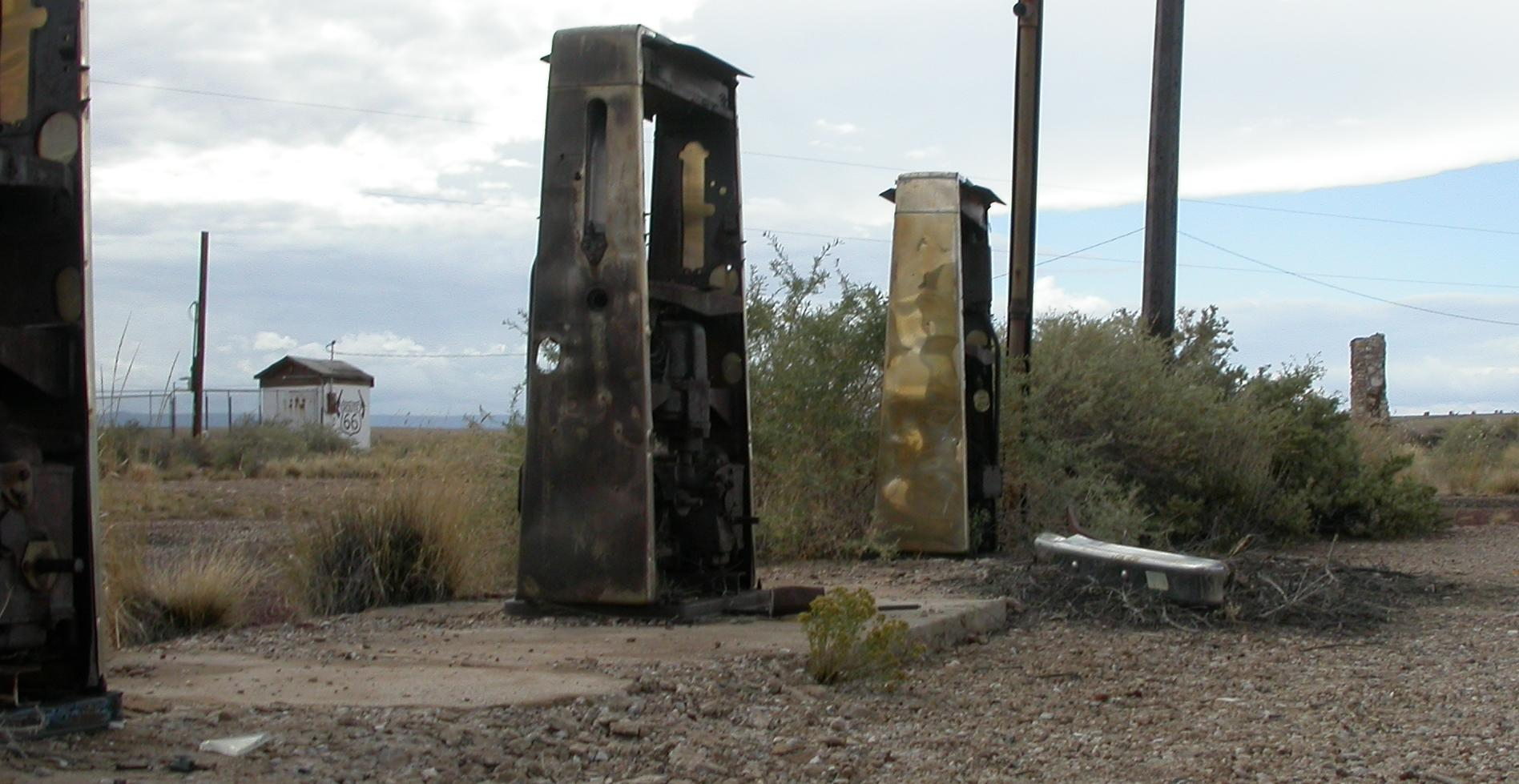
Bombas de gasolina de um posto abandonado em Two Guns

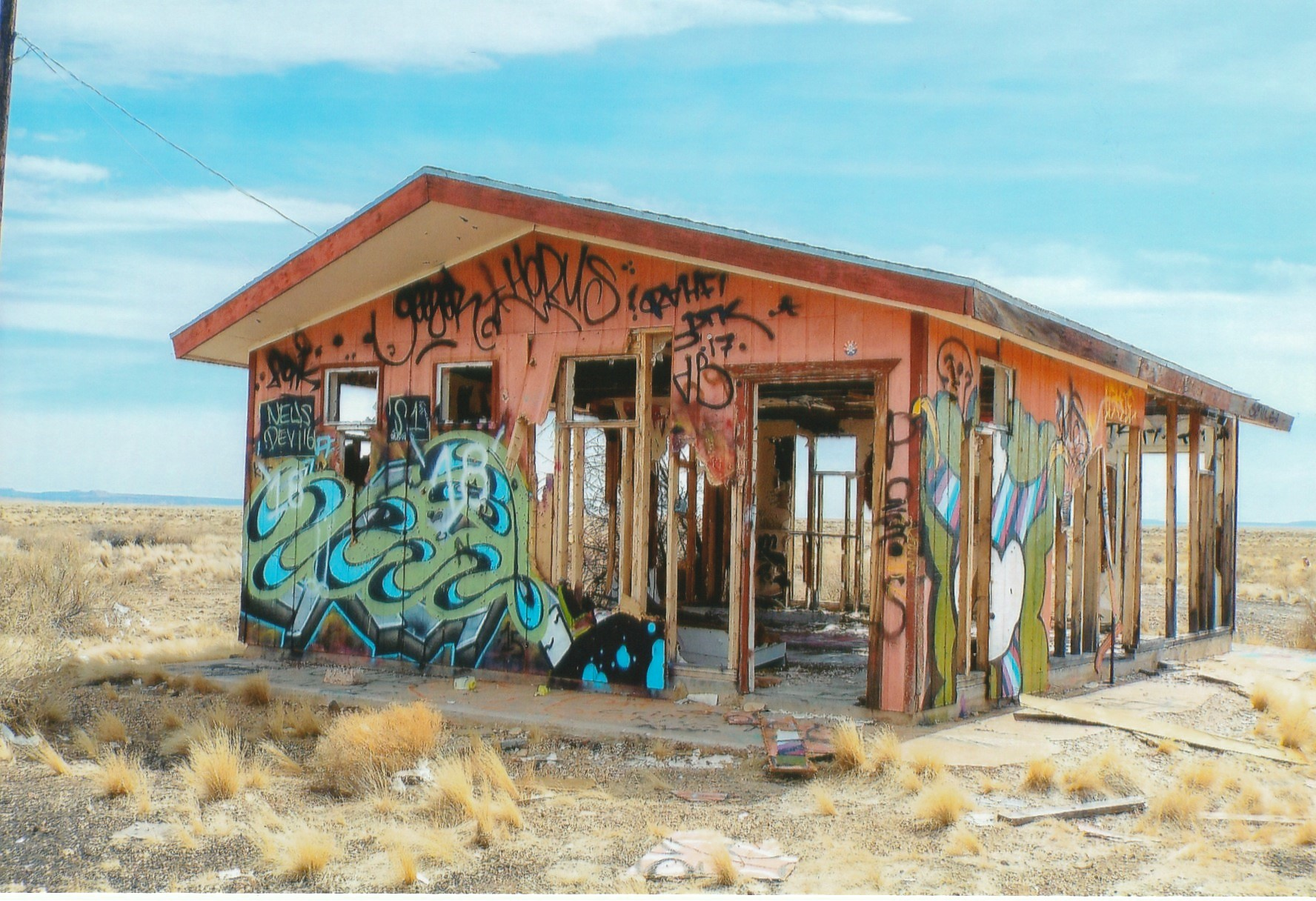
Ruína de um estabelecimento abandonado

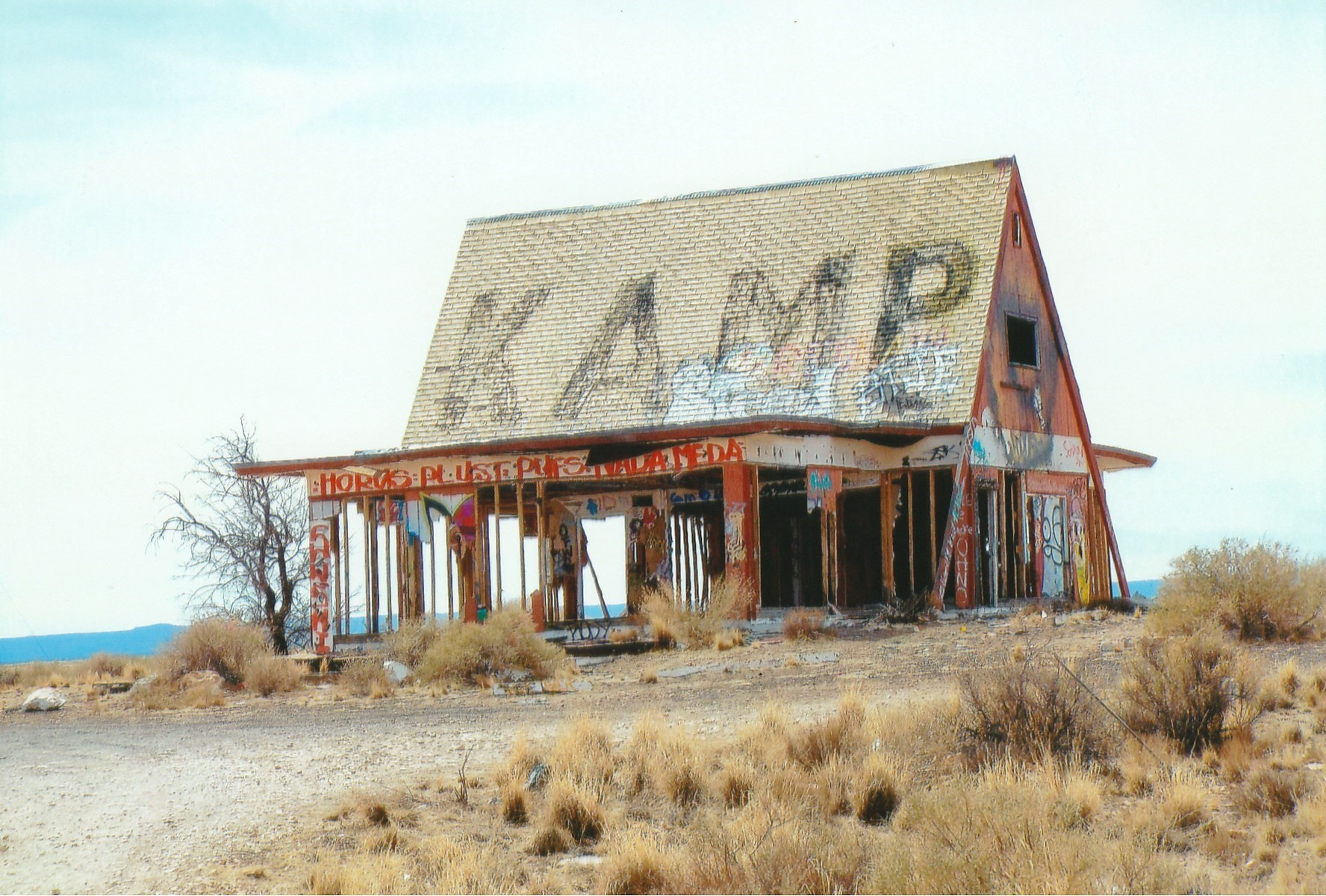
Ruínas de um motel

Em 1925, "Rimmy" Jim Giddings abriu uma bomba de gasolina e um café em Two Guns chamado Rimmy Jim's. Outro local ardeu em 1969 . Nesse mesmo ano, Cundiff e Miller tiveram um desacordo sobre os detalhes do seu aluguer, e Miller matou a tiro o Cundiff desarmado. Mais tarde, foi absolvido da matança. O interior da loja de Miller ardeu em 1929, e pouco depois, Louise Cundiff construiu a sua própria loja turística. No ano seguinte, Miller deixou o estado. Cundiff voltou a casar, e em 1934 abriu a estação de serviço Two Guns Texaco ao longo de um novo alinhamento da Rota 66. Atrás dela, relocalizaram o jardim zoológico (que fechou antes de 1950).
Em 1938, foi construída uma nova ponte sobre o Cânion do Diabo, e a Rota 66 começou a seguir a Interstate 40 no local Two Guns . Uma estação de serviço mais moderna foi construída no Two Guns em 1963, e no final dos anos 60 foi acrescentado um motel, taberna ocidental, exposição de répteis, e um novo jardim zoológico. Mais tarde, foi construída uma estação de serviço Shell e aberto um parque de campismo KOA.

### Declínio
A estação de serviço foi incendiada em 1971, e Two Guns começou a declinar. As ruínas de muitas antigas estruturas permanecem, incluindo o posto de comércio, o acampamento, as antigas casas de campo, o jardim zoológico e a estação de serviço queimada. Em 1988, a Ponte do Cânion do Diabo foi acrescentada ao Registro Nacional de Lugares Históricos dos Estados Unidos.